# Cuñeil Indijanci
Cuñeil, pleme Yuman Indijanaca opisano 1775-1776 od Garcésa, kao narod koji živi između San Diega i ušća rijeke Colorado. Cuñeil Indijanci slabo su poznati, a zbog sličnosti u imenu i habitata pokušali su ih identificirati kao Comeya Indijance, međutim u svom daljnjem tekstu Garcés Quemayá Indijance (odnosno poznatiji kao Kamia) navodi kao drugačije pleme. Otac Pedro Font (1777), inače je i Garcésov kompanjon, locira ih između 31º i 32º širine. 
O njima je još poznato da su živjeli u prijateljstvu s Cocopama. Prema Gatschetu  'Kunyil'  ili  'Knyeyil'  znači 'ljudi'. 